# 2003 في مصر
فيما يلي قوائم الأحداث التي وقعت خلال عام 2003 في مصر.

## سياسة

### تعيين في المنصب
- 28 سبتمبر – علي جمعة مفتي الديار المصرية.

## أفلام
من الأفلام التي صدرت هذه السنة في مصر:
- 1 يناير – أول مرة تحب يا قلبي
- 1 يناير – التجربة الدنماركية من إخراج علي إدريس.
- 1 يناير – اللي بالي بالك من إخراج وائل إحسان.
- 1 يناير – إوعى وشك من إخراج سعيد حامد.
- 1 يناير – بحبك وأنا كمان
- 1 يناير – فيلم هندي
- 1 يناير – كلم ماما من إخراج أحمد عواض.
- 1 يناير – من نظرة عين
- 15 يناير – المشخصاتي
- 15 يناير – ديل السمكة من إخراج سمير سيف.
- 3 مارس – حفار البحر
- 2 مايو – حرامية في تايلاند من إخراج ساندرا نشأت.
- 2 مايو – ميدو مشاكل من إخراج محمد النجار.
- 11 يونيو – هروب مومياء
- 18 يونيو – قصاقيص العشاق من إخراج سعيد مرزوق.
- 16 يوليو – سهر الليالي
- 16 يوليو – عايز حقي من إخراج أحمد نادر جلال.
- 30 يوليو – عسكر في المعسكر
- 24 نوفمبر – إزاي البنات تحبك
- 26 نوفمبر – سلام مربع للستات

## وفيات
- – أحمد عبد الوهاب (مواليد 1934)

### يناير
- 1 يناير – خليل عبد الكريم (مواليد 1928)
- 27 يناير – محسن زايد (مواليد 1944)

### فبراير
- 21 فبراير – نيللي مظلوم (مواليد 1929) ممثلة مصرية.

### مارس
- 24 مارس – حسين كمال (مواليد 1932) مخرج أفلام مصري.

### يونيو
- 7 يونيو – محمد عبد الغني الجمسي (مواليد 1921) قائد عسكرى مصرى.

### أغسطس
- 2 أغسطس – سلامة سليمان (مواليد 1939) ناقد أدبي مصري.
- 24 أغسطس – أمينة رزق (مواليد 1910) ممثلة مصرية.

### نوفمبر
- 8 نوفمبر – زوزو حمدي الحكيم (مواليد 1916) ممثلة مصرية.